# La Motte-en-Bauges
La Motte-en-Bauges là một xã thuộc tỉnh Savoie trong vùng Rhône-Alpes ở đông nam nước Pháp. Xã này nằm ở khu vực có độ cao từ 598-1474 mét trên mực nước biển.